# Chidinma Okeke
Pour les articles homonymes, voir Okeke.
Chidinma Okeke, née le 11 août 2000 à Warri, est une footballeuse nigériane qui évolue au poste d'arrière droit au sein de l'équipe nationale de football nigériane. Elle fait partie de l'équipe nigériane qui remporte le Tournoi féminin de la zone B de l'UFOA 2019 organisé en Côte d'Ivoire.

## Carrière
En 2016, Okeke représente l'équipe nigériane féminine des moins de 17 ans lors de la Coupe du monde des moins de 17 ans 2016.
En 2017, elle s'incline face à Rasheedat Ajibade lors de la phase finale de la division féminine du Nigeria Freestyle Football.
En juillet 2018, l'entraîneur Christopher Danjuma la sélectionne dans la liste finale de l'équipe du Nigeria des moins de 20 ans afin de participer à la Coupe du monde des moins de 20 ans 2018.
Lors du Tournoi féminin de la zone B de l'UFOA 2019, Okeke figure sur la feuille de match alors que l'équipe nigériane bat le Niger et se qualifie pour les demi-finales.
Elle fait ensuite partie de l'équipe nigériane lors de la Coupe du monde 2019 organisée en France.